# Maspalomas Challenger 2023 - Doppio
Il doppio del torneo di tennis professionistico Maspalomas Challenger 2023, facente parte della categoria Challenger 75 nell'ambito dell'ATP Challenger Tour 2023, si è giocato dal 27 novembre al 3 dicembre a Maspalomas, in Spagna. Tra le sedici coppie di partecipanti erano assenti Evan King e Reese Stalder, i detentori del titolo.
In finale Scott Duncan e Marcus Willis hanno sconfitto Théo Arribagé e Sadio Doumbia con il punteggio di 7–6(5), 6–4.

## Teste di serie
1. Théo Arribagé /  Sadio Doumbia (finale)
2. Jeevan Nedunchezhiyan /  Vijay Sundar Prashanth (semifinale)

1. Sergio Martos Gornés /  Sem Verbeek (semifinale)
2. Scott Duncan /  Marcus Willis (campioni)

## Wildcard
1. Georgii Kravchenko /  Sergi Perez Contri (quarti di finale)

1. Iván Marrero Curbelo /  Saúl Romero Guerra (ritirati)

## Alternate
1. Svyatoslav Gulin /  Leonid Sheyngezikht (primo turno)

## Tabellone

### Legenda
| - Q = Qualificato - WC = Wild card - LL = Lucky loser | - ALT = Alternate - SE = Special Exempt - PR = Protected Ranking | - w/o = Walkover - r = Ritirato - d = Squalificato |

|  | Primo turno | Primo turno                         | Primo turno                        | Primo turno         | Primo turno |  |  | Quarti di finale | Quarti di finale              | Quarti di finale            | Quarti di finale              | Quarti di finale          |   |     | Semifinali | Semifinali                  | Semifinali                  | Semifinali                 | Semifinali                 |   |   | Finale | Finale | Finale | Finale | Finale |  |
|  |             |                                     |                                    |                     |             |  |  |                  |                               |                             |                               |                           |   |     |            |                             |                             |                            |                            |   |   |        |        |        |        |        |  |
|  | 1           | T Arribagé S Doumbia                | 4                                  | 6                   | [10]        |  |  |                  |                               |                             |                               |                           |   |     |            |                             |                             |                            |                            |   |   |        |        |        |        |        |  |
|  |             | O Krutykh E Vanshelboim             | 6                                  | 3                   | [5]         |  |  | 1                | T Arribagé S Doumbia          | T Arribagé S Doumbia        | 6                             | 7                         |   |     |            |                             |                             |                            |                            |   |   |        |        |        |        |        |  |
|  |             | A Barroso Campos I López Morillo    | A Barroso Campos I López Morillo   | 2                   | 65          |  |  | WC               | G Kravchenko S Perez Contri   | G Kravchenko S Perez Contri | 4                             | 5                         |   |     |            |                             |                             |                            |                            |   |   |        |        |        |        |        |  |
|  | WC          | G Kravchenko S Perez Contri         | G Kravchenko S Perez Contri        | 6                   | 7           |  |  |                  |                               |                             |                               |                           |   |     | 1          | T Arribagé S Doumbia        | T Arribagé S Doumbia        | 6                          | 7                          |   |   |        |        |        |        |        |  |
|  | 3           | S Martos Gornés S Verbeek           | S Martos Gornés S Verbeek          | 6                   | 6           |  |  |                  |                               | 3                           | S Martos Gornés S Verbeek     | S Martos Gornés S Verbeek | 4 | 5   |            |                             |                             |                            |                            |   |   |        |        |        |        |        |  |
|  |             | J Barranco Cosano D Vega Hernández  | J Barranco Cosano D Vega Hernández | 2                   | 2           |  |  | 3                | S Martos Gornés S Verbeek     | S Martos Gornés S Verbeek   | 6                             | 6                         |   |     |            |                             |                             |                            |                            |   |   |        |        |        |        |        |  |
|  | Alt         | S Gulin L Sheyngezikht              | 6                                  | 3                   | [8]         |  |  |                  | R Brancaccio S Diez           | R Brancaccio S Diez         | 4                             | 4                         |   |     |            |                             |                             |                            |                            |   |   |        |        |        |        |        |  |
|  |             | R Brancaccio S Diez                 | 3                                  | 6                   | [10]        |  |  |                  |                               |                             |                               |                           |   |     | 1          | Théo Arribagé Sadio Doumbia | Théo Arribagé Sadio Doumbia | 65                         | 4                          |   |   |        |        |        |        |        |  |
|  |             | M Kalovelonis K Stevenson           | M Kalovelonis K Stevenson          | 7                   | 7           |  |  |                  |                               |                             |                               |                           |   |     |            |                             | 4                           | Scott Duncan Marcus Willis | Scott Duncan Marcus Willis | 7 | 6 |        |        |        |        |        |  |
|  |             | R Molleker H Squire                 | R Molleker H Squire                | 5                   | 63          |  |  |                  | M Kalovelonis K Stevenson     | M Kalovelonis K Stevenson   | 3                             | 4                         |   |     |            |                             |                             |                            |                            |   |   |        |        |        |        |        |  |
|  |             | D Jordà Sanchis N Sanchez Izquierdo | 6                                  | 2                   | [7]         |  |  | 4                | S Duncan M Willis             | S Duncan M Willis           | 6                             | 6                         |   |     |            |                             |                             |                            |                            |   |   |        |        |        |        |        |  |
|  | 4           | S Duncan M Willis                   | 2                                  | 6                   | [10]        |  |  |                  |                               |                             |                               |                           |   |     | 4          | S Duncan M Willis           | 6                           | 62                         | [11]                       |   |   |        |        |        |        |        |  |
|  |             | J Forejtek S Nagal                  | J Forejtek S Nagal                 | J Forejtek S Nagal  |             |  |  |                  |                               | 2                           | J Nedunchezhiyan VS Prashanth | 2                         | 7 | [9] |            |                             |                             |                            |                            |   |   |        |        |        |        |        |  |
|  |             | A Chepelev I Gakhov                 | A Chepelev I Gakhov                | A Chepelev I Gakhov | w/o         |  |  |                  | A Chepelev I Gakhov           | 64                          | 6                             | [7]                       |   |     |            |                             |                             |                            |                            |   |   |        |        |        |        |        |  |
|  |             | A Jecan DA Tomescu                  | A Jecan DA Tomescu                 | 67                  | 3           |  |  | 2                | J Nedunchezhiyan VS Prashanth | 7                           | 4                             | [10]                      |   |     |            |                             |                             |                            |                            |   |   |        |        |        |        |        |  |
|  | 2           | J Nedunchezhiyan VS Prashanth       | J Nedunchezhiyan VS Prashanth      | 79                  | 6           |  |  |                  |                               |                             |                               |                           |   |     |            |                             |                             |                            |                            |   |   |        |        |        |        |        |  |